# Acacia elatior
Acacia elatior är en ärtväxtart som beskrevs av John Patrick Micklethwait Brenan. Acacia elatior ingår i släktet akacior, och familjen ärtväxter.

## Underarter
Arten delas in i följande underarter:
- A. e. elatior
- A. e. turkanae